# اریک کریستین اولسن
اریک کریستین اولسن (انگلیسی: Eric Christian Olsen؛ زادهٔ ۳۱ مهٔ ۱۹۷۷) بازیگر آمریکایی است. او به‌موجب ایفای نقش مارتی دیکس در مجموعۀ تلویزیونی ان‌سی‌آی‌اس: لس آنجلس، آستین در فیلم نه یه فیلم نوجوانی دیگه و لوید در خنگ و خنگ‌تر: وقتی هری لوید را دید شناخته شده‌است.

## فیلم‌شناسی

### فیلم
| سال  | عنوان                             | نقش           | توضیحات |
| ---- | --------------------------------- | ------------- | ------- |
| ۲۰۰۱ | پرل هاربر                         | تیرانداز      |         |
| ۲۰۰۱ | نه یه فیلم نوجوانی دیگه           | آستین         |         |
| ۲۰۰۲ | دختر جنجالی                       | جیک           |         |
| ۲۰۰۳ | خنگ و خنگ‌تر: وقتی هری لوید را دید | لوید          |         |
| ۲۰۰۴ | موبایل                            | چاد تامپسون   |         |
| ۲۰۰۶ | جشن آبجو                          | گونتر         |         |
| ۲۰۰۶ | آخرین بوسه                        | کنی           |         |
| ۲۰۰۷ | جواز ازدواج                       | کارلایل مایرز |         |
| ۲۰۰۷ | بازگشت‌ها                          | دانشجوی ارز   |         |
| ۲۰۰۸ | آفتاب تمیز کردن                   | رندی          |         |
| ۲۰۰۸ | چشم عقاب                          | کریگ بولستون  |         |
| ۲۰۱۰ | نقشه جایگزین                      | کلایو بنت     |         |
| ۲۰۱۱ | موجود                             | آدام فینچ     |         |
| ۲۰۱۲ | سلست و جس برای همیشه              | استیو تاکر    |         |
| ۲۰۱۵ | دسته سارقان                       | سید           |         |
| ۲۰۱۷ | سگ‌های خورشید                      | تاد           |         |
| ۲۰۱۷ | نبرد دو جنس                       | لورنی کوهل    |         |

### تلویزیون
| سال       | عنوان                    | نقش                  | توضیحات |
| --------- | ------------------------ | -------------------- | ------- |
| ۱۹۹۷      | داستان‌های باورنکردنی     | آدام                 |         |
| ۱۹۹۹      | بخش فوریت‌های پزشکی       | تراویس میچل          |         |
| ۱۹۹۹–۲۰۰۰ | واقعی شو                 | کامرون گرین          |         |
| ۲۰۰۱      | اسمالویل                 | هری                  |         |
| ۲۰۰۲      | ۲۴                       | جان میسون            |         |
| ۲۰۰۶–۲۰۰۸ | برادران و خواهران        | کایل                 |         |
| ۲۰۰۹–۲۰۱۰ | اجتماع                   | وان میلر             |         |
| ۲۰۱۰–۲۰۲۳ | ان‌سی‌آی‌اس: لس آنجلس       | مارتی دیکس           |         |
| ۲۰۱۶      | استار علیه نیروهای شیطان | راک / نهنگ           |         |
| ۲۰۱۸      | مرغ ربات                 | مارتین برودی / لوگان |         |

### موزیک ویدئو
| سال  | عنوان                          | هنرمند                     |
| ---- | ------------------------------ | -------------------------- |
| ۲۰۰۱ | «عشق لکه‌دار»                   | مریلین منسون               |
| ۲۰۰۸ | «بله ما می‌توانیم»              | ویل.آی.ام و هنرمندان مختلف |
| ۲۰۱۴ | «تصور کن» (یونیسف: نسخۀ جهانی) | هنرمندان مختلف             |